# Tecolotes (Baja California)
Benito Juárez o Tecolotes es una localidad mexicana situada en el valle de Mexicali, en el municipio de Mexicali, Baja California.  Es un poblado de importancia local, por su población que al 2010 ascendía a 4 167 habitantes y por el hecho de ser cabecera de la delegación municipal del mismo nombre.
Esta localidad se encuentra ubicada en la parte norte del valle en las coordenadas 114°59'36" de longitud oeste y 32°34'02" de latitud norte. Está comunicada por la carretera estatal n.º 6, que conduce al noreste al poblado: Paredones o ejido Torreón y al sur, conecta con la carretera federal No. 2, al suroeste un camino vecinal conecta también con la carretera federal No. 2 y con el ejido Tehuantepec y al noroeste otro camino vecinal lleva al ejido Lázaro Cárdenas y a la carretera estatal n.º 8. 

## Toponimia

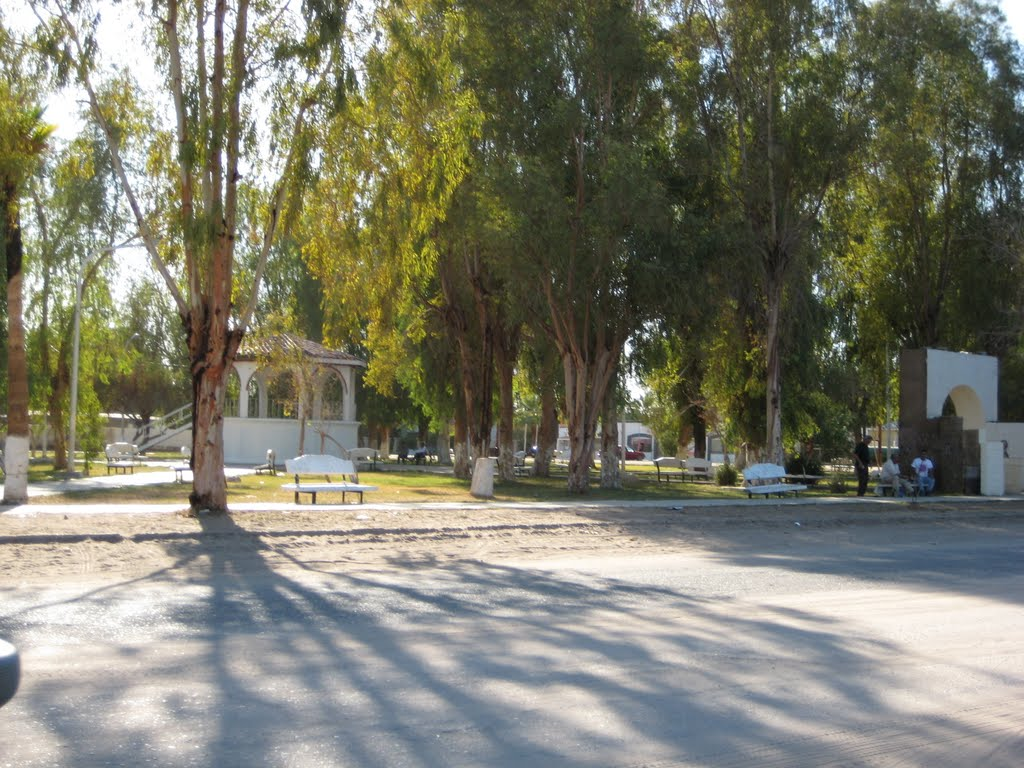
Parque Poblado Benito Juárez (Tecolotes).

El nombre tradicional: Tecolotes, lo recibe del hecho histórico de que en este poblado se encontraba una estación ferroviaria del llamado: "tren pachuco" el cual era una ferrocarril de carga y pasaje, denominado formalmente como ferrocarril Inter-Californias que operó desde inicios hasta mediados del siglo XX. El nombre oficial de esta localidad o poblado es: Benito Juárez, sin embargo este nombre es compartido por otras 2 localidades a nivel municipal y por 3 más a nivel estatal. Estas seis localidades bajacalifornianas, denominadas Benito Juárez, reciben ese nombre en homenaje al vigésimo sexto presidente de México, Benito Juárez.

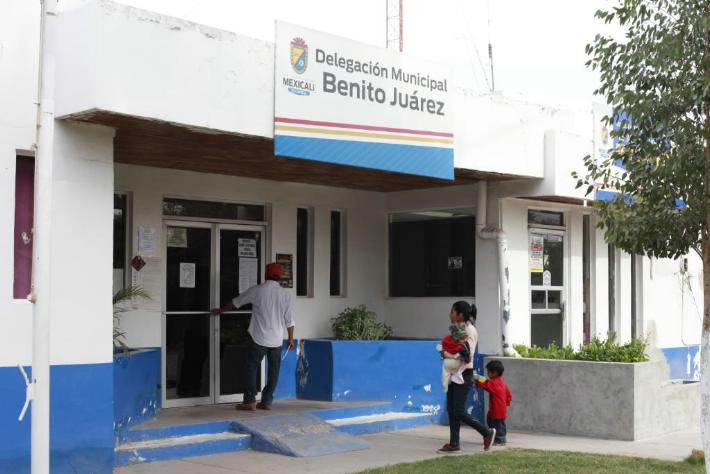
Edificio de la Delegación Municipal Benito Juárez en el Poblado Benito Juárez o Tecolotes.

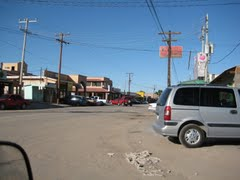
Zona Centro Del Poblado Benito Juárez (Tecolotes).

## Historia
Mexicali, Baja California- Con la finalidad de dar inicio al programa de rescate de la historia de la zona rural del valle de Mexicali, en este año se llevará a cabo el redescubrimiento del trazado y la ruta que cubrió de 1907 a 1959 el ferrocarril conocido como "El Pachuco", que le dio vitalidad a la parte norte de nuestro Municipio y era parte importante del dinamismo económico de esas épocas.
Informó lo anterior la presidenta de la Comisión de Educación y Cultura del cabildo del Ayuntamiento en esta capital, regidora María Luisa "Lucha" Moreno, quien explicó que en la realidad el tren corría de San Diego a Phoenix, Arizona, en los Estados Unidos, pero aquí era usado para el trasiego normal de mercancías y personas entre las diversas comunidades por donde pasaba.
La intención es concretar un proyecto para que en donde estaban las estaciones de los poblados que cruzaba se pongan alegorismos, para lo cual se tendrá que hacer un diseño que sea adecuado, el cual estará integrado por una especie de monumento y la construcción de algún parque que se convierte en centro de recreo o esparcimiento para la población, indicó.
La regidora estuvo la mañana de ayer como invitada especial en la reunión de los integrantes de la Asociación de Historiadores y Escritores de Mexicali que sesionan en conocido restaurante del Centro Histórico en donde les explicó el proyecto en lo general.
La finalidad, agregó, es que la gente de todas las edades conozca aunque sea en parte cómo se fue desarrollando este Municipio y qué era lo que movía la economía de la región basada principalmente en la agricultura, actividad que desarrollaban todas las comunidades por donde pasaba el ferrocarril.
Para tal fin, en las próximas semanas se estará realizando el estudio de factibilidad para concretar el proyecto en donde habrán de participar diferentes instituciones como el Municipio, las agrupaciones de historiadores y otros integrantes de la sociedad civil mexicalense.
Algunos de los lugares por donde pasaba "El Pachuco" son: Estación Pascualitos, la de Kase, Bataquez, Tecolotes, Paredones, Dieguinos, poblado Los Algodones, entre otros y será precisamente en este último donde se daría el proyecto inicial en unos meses.
La regidora apuntó que se buscará la participación del Imacum y de los delegados de los lugares que serán beneficiados con los trabajos que requerirá la obra que -se espera- sea trascendente, pues ha encontrado buenas opiniones por el interés que hay en el rescate de nuestras obras y costumbres.

## Clima
| Parámetros climáticos promedio de Tecolotes | Parámetros climáticos promedio de Tecolotes | Parámetros climáticos promedio de Tecolotes | Parámetros climáticos promedio de Tecolotes | Parámetros climáticos promedio de Tecolotes | Parámetros climáticos promedio de Tecolotes | Parámetros climáticos promedio de Tecolotes | Parámetros climáticos promedio de Tecolotes | Parámetros climáticos promedio de Tecolotes | Parámetros climáticos promedio de Tecolotes | Parámetros climáticos promedio de Tecolotes | Parámetros climáticos promedio de Tecolotes | Parámetros climáticos promedio de Tecolotes | Parámetros climáticos promedio de Tecolotes |
| Mes                                         | Ene.                                        | Feb.                                        | Mar.                                        | Abr.                                        | May.                                        | Jun.                                        | Jul.                                        | Ago.                                        | Sep.                                        | Oct.                                        | Nov.                                        | Dic.                                        | Anual                                       |
| ------------------------------------------- | ------------------------------------------- | ------------------------------------------- | ------------------------------------------- | ------------------------------------------- | ------------------------------------------- | ------------------------------------------- | ------------------------------------------- | ------------------------------------------- | ------------------------------------------- | ------------------------------------------- | ------------------------------------------- | ------------------------------------------- | ------------------------------------------- |
| Temp. máx. media (°C)                       | 19.1                                        | 26.2                                        | 27.3                                        | 32.1                                        | 34.2                                        | 42.2                                        | 44.3                                        | 49.9                                        | 46.9                                        | 36                                          | 38.5                                        | -17.3                                       | 31.6                                        |
| Temp. mín. media (°C)                       | 5.2                                         | 8.1                                         | 11.7                                        | 12.2                                        | 16.7                                        | 21.1                                        | 24.6                                        | 31.3                                        | 24.6                                        | 19.5                                        | 24.4                                        | 10.6                                        | 17.5                                        |
| Precipitación total (mm)                    | 27.9                                        | 40.6                                        | 38.1                                        | 48.3                                        | 53.3                                        | 58.4                                        | 66                                          | 73.7                                        | 68.6                                        | 61                                          | 43.2                                        | 5.1                                         | 584.2                                       |
| Fuente: Weatherbase                         |                                             |                                             |                                             |                                             |                                             |                                             |                                             |                                             |                                             |                                             |                                             |                                             |                                             |

## Delegado
Ramón Franco Cardona Delegado de Benito Juárez Tecolotes.